# Patty Kempner
Patricia „Patty“ Kempner (* 24. August 1942 in Augusta, Georgia) ist eine ehemalige Schwimmerin aus den Vereinigten Staaten. Sie gewann bei den Olympischen Spielen 1960 eine Goldmedaille und bei den Panamerikanischen Spielen 1959 eine Silbermedaille.

## Sportliche Karriere
Patty Kempner belegte bereits bei den US Trials 1956 den fünften Platz über 200 Meter Brust. 1957 und 1958 gewann sie den Meistertitel der Amateur Athletic Union über 100 Yards Brust in der Halle. Bei den Panamerikanischen Spielen 1959 in Chicago gelang den Schwimmerinnen aus den Vereinigten Staaten auf der 200-Meter-Bruststrecke ein Dreifacherfolg. Es gewann Anne Warner vor Patty Kempner und Anne Bancroft.
Bei den Olympischen Spielen in Rom erreichten Anne Warner und Patty Kempner das Finale über 200 Meter Brust und belegten die Plätze sechs und sieben. Die 4-mal-100-Meter-Lagenstaffel der Vereinigten Staaten qualifizierte sich mit Lynn Burke, Anne Warner, Carolyn Wood und Joan Spillane für das Finale. Im Finale gewannen Lynn Burke, Patty Kempner, Carolyn Schuler und Chris von Saltza die Goldmedaille in der Weltrekordzeit von 4:41,1 Minuten. Schwimmerinnen, die nur im Vorlauf eingesetzt wurden, erhielten nach den bis 1980 gültigen Regeln keine Medaillen.
Patty Kempner schwamm für die Kristensen Swim School. Sie studierte an der University of Arizona und war die erste olympische Medaillengewinnerin ihrer Universität.